# Nello Ajello
Nello Ajello (Napoli, 20 novembre 1930 – Roma, 11 agosto 2013) è stato un giornalista e saggista italiano.

## Biografia
Presso l'Università di Napoli si laurea in lettere nel 1952 con una tesi su Aldo Palazzeschi, relatore Giuseppe Toffanin. Dapprima redattore della rivista Nord e Sud di Francesco Compagna, si trasferisce a Torino per lavorare all'Olivetti, ai tempi della guida di Adriano Olivetti, collaborando a Comunità e affiancandosi a firme storiche del giornalismo culturale come quella di Geno Pampaloni.
Collabora negli anni a Il Mondo di Mario Pannunzio e all'Espresso, settimanale di cui diventa condirettore al fianco di Livio Zanetti, per poi passare a scrivere per La Repubblica di Eugenio Scalfari.
Nel 1981 si aggiudica il Premio Saint Vincent per il giornalismo.
Muore a Roma nell'agosto 2013 dopo una lunga malattia, a un mese di distanza dalla morte della moglie.

## Opere
- Lo scrittore e il potere, Roma-Bari, Laterza, 1974.
- Intervista sullo scrittore scomodo, intervista ad Alberto Moravia, Roma-Bari, Laterza, 1978.
- Intellettuali e PCI. 1944-1958, Roma-Bari, Laterza, 1979.
- Lezioni di giornalismo. Com'è cambiata in 30 anni la stampa italiana, Milano, Garzanti, 1985.
- Italiani di fine regime, Milano, Garzanti, 1993. ISBN 88-11-73829-6.
- Il lungo addio. Intellettuali e PCI dal 1958 al 1991, Roma-Bari, Laterza, 1997. ISBN 88-420-5323-6.
- Illustrissimi. Galleria del Novecento, Roma-Bari, Laterza, 2006. ISBN 88-420-7867-0.
- Taccuini del Risorgimento, Roma-Bari, Laterza, 2011. ISBN 978-88-420-9778-5.

## Premi
- Premio Nazionale Rhegium Julii per la Saggistica (Lo scrittore e il potere).[2]
- Premio Saint Vincent per il giornalismo, 1981.
- Premio Letterario città di Palmi, 2006.
- Premio giornalistico "Arrigo Benedetti" Città di Barga, 2012.[3]